# Leichtathletik-Hallenasienmeisterschaften 2023
Die 10. Leichtathletik-Hallenasienmeisterschaften fanden zwischen dem 10. Februar und 12. Februar 2023 im Track & Field complex Qazaqstan in der kasachischen Hauptstadt Astana statt und damit erstmals in Kasachstan.

## Ergebnisse Männer

### 60 m
| Platz | Athlet                   | Land | Zeit (s) |
| ----- | ------------------------ | ---- | -------- |
| 1     | Imranur Rahman           | BAN  | 6,59 NR  |
| 2     | Shak Kam Ching           | HKG  | 6,65 NR  |
| 3     | Ryōta Suzuki             | JPN  | 6,66 PB  |
| 4     | Femi Ogunode             | QAT  | 6,67     |
| 5     | Ali Anwar Ali al-Balushi | OMA  | 6,69 SB  |
| 6     | Shi Yuhao                | CHN  | 6,70     |
| 7     | Shajar Abbas             | PAK  | 6,71 PB  |
| 8     | Lee Hong Kit             | HKG  | 6,77     |

Finale: 11. Februar

### 400 m
| Platz | Athlet                     | Land | Zeit (s) |
| ----- | -------------------------- | ---- | -------- |
| 1     | Ammar Ismail Yahia Ibrahim | QAT  | 46,25 PB |
| 2     | Michail Litwin             | KAZ  | 46,39 SB |
| 3     | Fan Tianrui                | CHN  | 47,30 PB |
| 4     | Yasir Ali al-Saadi         | IRQ  | 47,77    |
| 5     | Gu Xiaofei                 | CHN  | 48,60    |
| 6     | Wjatscheslaw Sems          | KAZ  | 48,85    |

Finale: 11. Februar

### 800 m
| Platz | Athlet                   | Land | Zeit (min) |
| ----- | ------------------------ | ---- | ---------- |
| 1     | Ebrahim al-Zofairi       | KUW  | 1:49,33 PB |
| 2     | Abdirahman Saeed Hassan  | QAT  | 1:49,58    |
| 3     | Musaeb Abdulrahman Balla | QAT  | 1:49,68 SB |
| 4     | Sami Masoud al-Yami      | KSA  | 1:50,66    |
| 5     | Mikuto Kaneko            | JPN  | 1:51,04    |
| 6     | Kentarō Usuda            | JPN  | 1:52,06    |

Finale: 12. Februar

### 1500 m
| Platz | Athlet                            | Land | Zeit (min) |
| ----- | --------------------------------- | ---- | ---------- |
| 1     | Kazuto Iizawa                     | JPN  | 3:42,83 SB |
| 2     | Mohamad al-Garni                  | QAT  | 3:43,39    |
| 3     | Mousab Adam Ali                   | QAT  | 3:43,42    |
| 4     | Nanami Arai                       | JPN  | 3:44,79    |
| 5     | Maxim Frolowskij                  | KAZ  | 3:50,11 PB |
| 6     | Raqymschan Kelmanow               | KAZ  | 3:50,63 PB |
| 7     | Mussulman Dscholomanow            | KGZ  | 3:51,78    |
| 8     | Mohamed Abdullah Mahal Habbaniyah | IRQ  | 3:54,79    |

11. Februar

### 3000 m
| Platz | Athlet                 | Land | Zeit (min)    |
| ----- | ---------------------- | ---- | ------------- |
| 1     | Mohamad al-Garni       | QAT  | 7:55,25       |
| 2     | Keita Satoh            | JPN  | 7:56,41 NU20R |
| 3     | Shadrack Kimutai Koech | KAZ  | 7:59,84       |
| 4     | Yūta Bandō             | JPN  | 8:00,15       |
| 5     | Wang Fudong            | CHN  | 8:20,66       |
| 6     | Nguyễn Trung Cường     | VIE  | 8:20,81 NR    |
| 7     | Alexei Gussarow        | KAZ  | 8:22,52 PB    |
| 8     | Jalil Naseri           | IRN  | 8:22,72       |

11. Februar

### 60 m Hürden
| Platz | Athlet                  | Land | Zeit (s) |
| ----- | ----------------------- | ---- | -------- |
| 1     | Dawid Jefremow          | KAZ  | 7,65     |
| 2     | Chen Kuei-ru            | TPE  | 7,68 SB  |
| 3     | Shuhei Ishikawa         | JPN  | 7,70     |
| 4     | Yaqoub Mohamed al-Youha | KUW  | 7,70     |
| 5     | Kim Kyong-tae           | KOR  | 7,73 NR  |
| 6     | Cheung Wang Fung        | HKG  | 7,84     |
| 7     | Ang Chen Xiang          | SGP  | 7,94 =SB |
| 8     | Wong Lok Hei Addis      | HKG  | 7,96     |

Finale: 12. Februar

### 4 × 400-m-Staffel
| Platz | Land          | Athleten                                                                            | Zeit (min) |
| ----- | ------------- | ----------------------------------------------------------------------------------- | ---------- |
| 1     | Kasachstan    | Andrei Sokolow Elnur Muchitdinow Wjatscheslaw Sems Michail Litwin                   | 3:09,15 NR |
| 2     | Katar         | Hussein Ibrahim Issaka Ismail Doudai Abakar Femi Ogunode Ammar Ismail Yahia Ibrahim | 3:09,26    |
| 3     | Tadschikistan | Leonid Pronschenko Mirsaid Mirsosoda Muhammadriso Mirsosoda Alexander Pronschenko   | 3:34,45 NR |

12. Februar

### Hochsprung
| Platz | Athlet               | Land | Höhe (m) |
| ----- | -------------------- | ---- | -------- |
| 1     | Ryōichi Akamatsu     | JPN  | 2,28 PB  |
| 2     | Woo Sang-hyeok       | KOR  | 2,24 SB  |
| 3     | Majd Eddin Ghazal    | SYR  | 2,24 SB  |
| 4     | Yūto Seko            | JPN  | 2,24 PB  |
| 5     | Fatak Bait Jaboob    | OMA  | 2,20 PB  |
| 6     | Sarvesh Anil Kushare | IND  | 2,20 PB  |
| 7     | Leonard Grospe       | PHI  | 2,15 NR  |
| 8     | Sharoz Khan          | PAK  | 2,10     |

Finale: 12. Februar

### Stabhochsprung
| Platz | Athlet              | Land | Höhe (m) |
| ----- | ------------------- | ---- | -------- |
| 1     | Hussain al-Hizam    | KSA  | 5,45     |
| 2     | Seif Heneida        | QAT  | 5,35 NR  |
| 3     | Patsapong Amsam-ang | THA  | 5,35 PB  |
| 4     | Iwan Towtschenik    | KAZ  | 5,25     |
| 5     | Siva Subaramani     | IND  | 5,15 PB  |
| 6     | Arshia Mosadeghi    | IRN  | 5,00 PB  |
| 7     | Danil Poljanski     | KAZ  | 4,80     |
| 8     | Jaffar Ashraf       | PAK  | 4,80 NR  |

12. Februar

### Weitsprung
| Platz | Athlet           | Land | Weite (m) |
| ----- | ---------------- | ---- | --------- |
| 1     | Lin Yu-tang      | TPE  | 8,02 NR   |
| 2     | Jeswin Aldrin    | IND  | 7,97 NR   |
| 3     | Zhang Mingkun    | CHN  | 7,92 PB   |
| 4     | Wen Hua-yu       | TPE  | 7,82 PB   |
| 5     | Natsuki Yamakawa | JPN  | 7,76 PB   |
| 6     | Chan Ming Tai    | HKG  | 7,76 SB   |
| 7     | Anvar Anvarov    | UZB  | 7,66 PB   |
| 8     | Ko Ho Long       | HKG  | 7,66 PB   |

Finale: 12. Februar

### Dreisprung
| Platz | Athlet             | Land | Weite (m)   |
| ----- | ------------------ | ---- | ----------- |
| 1     | Fang Yaoqing       | CHN  | 17,20 CR PB |
| 2     | Praveen Chithravel | IND  | 16,98 PB    |
| 3     | Yu Gyu-min         | KOR  | 16,73 NR    |
| 4     | Su Wen             | CHN  | 16,68 PB    |
| 5     | Kim Jang-woo       | KOR  | 16,39 PB    |
| 6     | Li Yun-chen        | TPE  | 16,28 PB    |
| 7     | Ivan Denisov       | UZB  | 16,10 PB    |
| 8     | Hamid Reza Kia     | IRN  | 15,92       |

10. Februar

### Kugelstoßen
| Platz | Athlet                 | Land | Weite (m) |
| ----- | ---------------------- | ---- | --------- |
| 1     | Tejinder Pal Singh     | IND  | 19,49 PB  |
| 2     | Karanveer Singh        | IND  | 19,37 PB  |
| 3     | Chen Xiaodong          | CHN  | 18,85 PB  |
| 4     | Iwan Iwanow            | KAZ  | 18,10 SB  |
| 5     | Ibrahim Juma al-Fadhli | KUW  | 17,17 PB  |
| 6     | Daniil Plotnikow       | KAZ  | 14,53     |
| 7     | Artur Gafner           | KAZ  | 14,44     |

10. Februar

### Siebenkampf
| Platz | Athlet                 | Land | Punkte  |
| ----- | ---------------------- | ---- | ------- |
| 1     | Yuma Maruyama          | JPN  | 5801 PB |
| 2     | Keisuke Okuda          | JPN  | 5497 PB |
| 3     | Janry Ubas             | PHI  | 5246 NR |
| 4     | Suttisak Singkhon      | THA  | 5114    |
| 5     | Zahriddin Shokirov     | UZB  | 4968 PB |
| 6     | Saeed Abdullah Mobarak | KSA  | 4906    |
| 7     | Sergei Dementjew       | KAZ  | 4838 PB |
| 8     | Leonid Pronschenko     | TJK  | 3202 PB |

Finale: 11./12. Februar

## Ergebnisse Frauen

### 60 m
| Platz | Athletin              | Land | Zeit (s) |
| ----- | --------------------- | ---- | -------- |
| 1     | Farzaneh Fasihi       | IRN  | 7,28     |
| 2     | Olga Safronowa        | KAZ  | 7,32     |
| 3     | Valentine Lonteng     | INA  | 7,37     |
| 4     | Archana Suseentran    | IND  | 7,39 PB  |
| 5     | Arisa Kimishima       | JPN  | 7,40 PB  |
| 6     | Mudhawi al-Shammari   | KUW  | 7,43     |
| 7     | Hamideh Esmaiel Nejad | IRI  | 7,48     |
| 8     | Walentina Meredowa    | TKM  | 7,54     |

Finale: 10. Februar

### 400 m
| Platz | Athletin                | Land | Zeit (s) |
| ----- | ----------------------- | ---- | -------- |
| 1     | Elina Michina           | KAZ  | 54,07 SB |
| 2     | Nguyễn Thị Huyền        | VIE  | 54,67 PB |
| 3     | Sri Maya Sari           | INA  | 54,88 PB |
| 4     | Alexandra Saljubowskaja | KAZ  | 55,43    |
| 5     | Farida Soliyeva         | UZB  | 55,68 PB |
| 6     | Laylo Allaberganova     | UZB  | 56,08    |

Finale: 11. Februar

### 800 m
| Platz | Athletin            | Land | Zeit (min) |
| ----- | ------------------- | ---- | ---------- |
| 1     | Wu Hongjiao         | CHN  | 2:06,85 PB |
| 2     | Ayano Shiomi        | JPN  | 2:07,18    |
| 3     | Rao Xinyu           | CHN  | 2:08,75 PB |
| 4     | Aqbajan Nurmämschet | KAZ  | 2:10,00 PB |
| 5     | Amal al-Roumi       | KUW  | 2:11,09 PB |
| 6     | Wiktorija Senkina   | KAZ  | 2:15,49    |
| 7     | Anna Schumilo       | KAZ  | 2:24,64    |

12. Februar

### 1500 m
| Platz | Athletin            | Land | Zeit (min) |
| ----- | ------------------- | ---- | ---------- |
| 1     | Nguyễn Thị Oanh     | VIE  | 4:15,55 PB |
| 2     | Yume Gotō           | JPN  | 4:19,29 PB |
| 3     | Aqbajan Nurmämschet | KAZ  | 4:21,31 PB |
| 4     | Ran Urabe           | JPN  | 4:21,54 PB |
| 5     | Madina Kerimowa     | KAZ  | 4:24,09 SB |
| 6     | Ainuska Kalil kysy  | KGZ  | 4:26,96 PB |
| 7     | Amal al-Roumi       | KUW  | 4:29,62 PB |

11. Februar

### 3000 m
| Platz | Athletin                    | Land | Zeit (min) |
| ----- | --------------------------- | ---- | ---------- |
| 1     | Caroline Chepkoech Kipkirui | KAZ  | 9:01,98    |
| 2     | He Wuga                     | CHN  | 9:03,43 PB |
| 3     | Yuma Yamamoto               | JPN  | 9:09,29 PB |
| 4     | Ririka Hironaka             | JPN  | 9:10,77 PB |
| 5     | Ainuska Kalil kysy          | KGZ  | 9:18,41 PB |
| 6     | Nguyễn Thị Oanh             | VIE  | 9:18,41 PB |
| 7     | Norah Jeruto                | KAZ  | 9:29,27    |
| 8     | Tatjana Nerosnak            | KAZ  | 9:36,04 SB |

10. Februar

### 60 m Hürden
| Platz | Athletin           | Land | Zeit (min) |
| ----- | ------------------ | ---- | ---------- |
| 1     | Masumi Aoki        | JPN  | 8,01 CR NR |
| 2     | Jyothi Yarraji     | IND  | 8,13       |
| 3     | Chen Jiamin        | CHN  | 8,15       |
| 4     | Chisato Kiyoyama   | JPN  | 8,20       |
| 5     | Dina Aulia         | INA  | 8,24       |
| 6     | Julija Baschmanowa | KAZ  | 8,25       |
| 7     | Yai Yiru           | CHN  | 8,27       |
| 8     | Shing Cho Yan      | HKG  | 8,38       |

Finale: 12. Februar

### 4 × 400-m-Staffel
| Platz | Land       | Athletinnen                                                                | Zeit (min) |
| ----- | ---------- | -------------------------------------------------------------------------- | ---------- |
| 1     | Kasachstan | Adelina Achmetowa Alexandra Saljubowskaja Kristina Korjagina Elina Michina | 3:44,21    |
| 2     | Usbekistan | Laylo Allaberganova Kamila Mirsaliyeva Malika Rajabova Farida Soliyeva     | 3:46,45    |

12. Februar 2018

### Hochsprung
| Platz | Athletin                 | Land | Höhe (m) |
| ----- | ------------------------ | ---- | -------- |
| 1     | Nadeschda Dubowizkaja    | KAZ  | 1,89     |
| 2     | Kristina Owtschinnikowa  | KAZ  | 1,89     |
| 3     | Jelisaweta Matwejewa     | KAZ  | 1,84     |
| 4     | Chung Wai Yan            | HKG  | 1,80 PB  |
| 5     | Barnoxon Sayfullayeva    | UZB  | 1,80 PB  |
| 6     | Abinaya Sudhakara Shetty | IND  | 1,75 PB  |
| 6     | Shao Yuqi                | CHN  | 1,75     |
| 8     | Maryam Abdulelah         | IRQ  | 1,75 PB  |

12. Februar

### Stabhochsprung
| Platz | Athletin              | Land | Höhe (m) |
| ----- | --------------------- | ---- | -------- |
| 1     | Mayu Nasu             | JPN  | 4,00 SB  |
| 2     | Vengatesh Pavithra    | IND  | 4,00 PB  |
| 3     | P. Rosy Meena         | IND  | 3,90 PB  |
| 4     | Polina Iwanowa        | KAZ  | 3,80 =SB |
| 5     | Anastassija Jermakowa | KAZ  | 3,80     |
| 6     | Jasmina Mansurova     | UZB  | 3,60 PB  |

11. Februar

### Weitsprung
| Platz | Athletin             | Land | Weite (m)  |
| ----- | -------------------- | ---- | ---------- |
| 1     | Sumire Hata          | JPN  | 6,64 CR PB |
| 2     | Huang Yingying       | CHN  | 6,43 PB    |
| 3     | Darya Reznichenko    | UZB  | 6,37 SB    |
| 4     | Gong Luying          | CHN  | 6,35       |
| 5     | Shaili Singh         | IND  | 6,27 PB    |
| 6     | Anastassija Rypakowa | KAZ  | 6,25 =PB   |
| 7     | Ayaka Kōra           | JPN  | 6,14 PB    |
| 8     | Yue Ya Xin           | HKG  | 6,04 PB    |

12. Februar

### Dreisprung
| Platz | Athletin                | Land | Weite (m) |
| ----- | ----------------------- | ---- | --------- |
| 1     | Sharifa Davronova       | UZB  | 13,98 PB  |
| 2     | Mariko Morimoto         | JPN  | 13,66 PB  |
| 3     | Chen Ting               | CHN  | 13,52     |
| 4     | Sawant Poorva           | IND  | 13,06 PB  |
| 5     | Vera Chan Shannon       | HKG  | 12,57 PB  |
| 6     | Walerija Safonowa       | KAZ  | 12,44 PB  |
| 7     | Nellickal Verkay Sheena | IND  | 12,30     |
| 8     | Olga Owsekowa           | KAZ  | 11,94     |

11. Februar

### Kugelstoßen
| Platz | Athletin             | Land | Weite (m) |
| ----- | -------------------- | ---- | --------- |
| 1     | Jeong Yu-sun         | KOR  | 16,98 PB  |
| 2     | Lee Su-jung          | KOR  | 16,45 PB  |
| 3     | Eki Febri Ekawati    | INA  | 15,44 PB  |
| 4     | Nadeschda Barabanowa | KAZ  | 15,09 PB  |
| 5     | Abha Khatua          | IND  | 14,80 PB  |
| 6     | Sabina Potapowa      | KAZ  | 13,64 PB  |
| 7     | Karina Wassiljewa    | KAZ  | 10,94     |

11. Februar

### Fünfkampf
| Platz | Athletin             | Land | Punkte  |
| ----- | -------------------- | ---- | ------- |
| 1     | Yekaterina Voronina  | UZB  | 4386 NR |
| 2     | Swapna Barman        | IND  | 4119 PB |
| 3     | Yuki Yamasaki        | JPN  | 4078 PB |
| 4     | Alina Tschistjakowa  | KAZ  | 4018 PB |
| 5     | Jekaterina Awdejenko | KAZ  | 3999 PB |
| 6     | Nadeschda Bogdanowa  | KAZ  | 3839 SB |
| 7     | Fatemeh Mohitizadeh  | IRN  | 3825 PB |
| 8     | Sowmiya Murugan      | IND  | 3654 PB |

Finale: 10. Februar

## Medaillenspiegel
| Medaillenspiegel | Medaillenspiegel    | Medaillenspiegel | Medaillenspiegel | Medaillenspiegel | Medaillenspiegel |
| Platz            | Land                | Gold             | Silber           | Bronze           | Gesamt           |
| ---------------- | ------------------- | ---------------- | ---------------- | ---------------- | ---------------- |
| 01               | Japan               | 6                | 5                | 4                | 15               |
| 02               | Kasachstan          | 6                | 3                | 3                | 12               |
| 03               | Katar               | 2                | 4                | 2                | 8                |
| 04               | Volksrepublik China | 2                | 2                | 6                | 10               |
| 05               | Usbekistan          | 2                | 1                | 1                | 4                |
| 06               | Indien              | 1                | 6                | 1                | 8                |
| 07               | Südkorea            | 1                | 2                | 1                | 4                |
| 08               | Chinesisch Taipeh   | 1                | 1                | 0                | 2                |
| 08               | Vietnam             | 1                | 1                | 0                | 2                |
| 10               | Bangladesch         | 1                | 0                | 0                | 1                |
| 10               | Iran                | 1                | 0                | 0                | 1                |
| 10               | Kuwait              | 1                | 0                | 0                | 1                |
| 10               | Saudi-Arabien       | 1                | 0                | 0                | 1                |
| 14               | Hongkong            | 0                | 1                | 0                | 1                |
| 15               | Indonesien          | 0                | 0                | 3                | 1                |
| 16               | Philippinen         | 0                | 0                | 1                | 1                |
| 16               | Syrien              | 0                | 0                | 1                | 1                |
| 16               | Tadschikistan       | 0                | 0                | 1                | 1                |
| 16               | Thailand            | 0                | 0                | 1                | 1                |
| Gesamt           | Gesamt              | 26               | 26               | 25               | 77               |